# Guarânia
Guarânia é um estilo musical de origem paraguaia, em andamento lento, geralmente em tom menor. Foi criada em Assunção pelo músico José Asunción Flores, em 1925.

## História

### Primórdios
Flores fez uso de ritmos e melodias lentos e melancólicos para as canções. Em algumas delas, se deduz a natureza heróica do povo paraguaio.
A primeira foi guarânia, uma versão lenta da polca paraguaia Ma'erápa Reikuaase.
Desde a sua criação, a Guarânia tornou-se o mais importante fenômeno musical do Paraguai no século XX através de temas como Índia, Ne rendápe aju, Panambi Vera, Paraguaýpe, Jejuí, Kerasy, Arribeño Resay, o que gerou imediata aceitação e afeto.
O gênero seduz especialmente as populações urbanas. Isto é devido, provavelmente, ao interesse  destas pessoas por estilos mais rápidos como a Polca paraguaia o purahéi.
Há canções criadas em modo sinfônico, baseadas em poemas orquestrais, têm acompanhamento sinfônico.

### Introdução no Brasil
Acredita-se que a guarânia tenha sido introduzida no Brasil pelos próprios paraguaios, especialmente na divisa com o Mato Grosso do Sul, quando muitos vieram para o Brasil a trabalho, durante o ciclo da erva mate. Naquele estado, há traços predominantes na música folclórica que se enquadram perfeitamente à harmonia da guarânia.
A guarânia foi introduzida na música popular brasileira por meio do trabalho de pesquisa realizado por Raul Torres, Ariovaldo Pires, Mário Zan e Nhô Pai, em sucessivas viagens ao Paraguai. Torres foi responsável por uma das guarânias de maior sucesso no Brasil, "Colcha de retalhos", gravada por Cascatinha e Inhana. A mesma dupla fez um sucesso enorme em 1951 com outra guarânia célebre, "Índia", de José Asunción Flores e Manuel Ortiz Guerrero, em versão de José Fortuna.
A partir da década de 1940 tornou-se um dos gêneros mais utilizados pelos compositores da música sertaneja como mais uma forma de fazer sucesso.
Milionário e José Rico também ajudaram a estabelecer o ritmo no Brasil. A maioria das canções da dupla são guarânias e huapangos, este último um ritmo também latino com influências indígenas.
Na biblioteca do Instituto de Biociências, Letras e Ciências Exatas, da Universidade Estadual Paulista - UNESP, de São José do Rio Preto-SP, há uma dissertação de mestrado, de nome "Cascatinha e Inhana: uma história contada às falas e mídia", de autoria de Alaor Ignácio dos Santos Júnior, em que o tema é abordado com propriedade.

## Exemplos de guarânias populares no Brasil
- Boate azul - Joaquim & Manuel
- Índia - Cascatinha & Inhana
- Castelo de amor - Trio Parada Dura
- Fio de Cabelo - Chitãozinho & Xororó
- Amargurado - Tião Carreiro & Pardinho
- Blusa vermelha - Trio Parada Dura
- Sublime Renúncia - Pery & Poty
- Flor e o Beija-Flor - Henrique & Juliano com Marília Mendonça
- Cem Ovelhas - Ozeias de Paula
- A Índia e o Traficante - Eduardo Dussek

## Músicos e compositores notórios de guarânias
- José Asunción Flores.
- Cícero Nogueira.